# Colactis tiburona
Colactis tiburona är en mångfotingart som först beskrevs av Chamberlin 1923.  Colactis tiburona ingår i släktet Colactis och familjen Schizopetalidae. Inga underarter finns listade i Catalogue of Life.